# Marvin Molina
Marvin Molina, né le 21 décembre 1981 au Nicaragua, est un joueur de football international nicaraguayen, qui évolue au poste de défenseur.

## Biographie

### Carrière en club
Marvin Molina joue principalement en faveur du Real Estelí et du Matagalpa FC. Il remporte plusieurs titres de champion du Nicaragua avec le Real Estelí.
Il dispute deux matchs en Ligue des champions de la CONCACAF et deux matchs en Copa Interclubes UNCAF avec le Real Estelí.

### Carrière en sélection
Marvin Molina reçoit quatre sélections en équipe du Nicaragua entre 2008 et 2009, sans inscrire de but.
Il joue son premier match en équipe nationale le 26 mars 2008, contre les Antilles néerlandaises. Ce match perdu 2-0 rentre dans le cadre des éliminatoires du mondial 2010. Il reçoit sa dernière sélection le 12 juillet 2009, contre le Panama (défaite 4-0).
Il participe avec l'équipe du Nicaragua à la Gold Cup 2009 organisée aux États-Unis.

## Palmarès
| Real Estelí - Championnat du Nicaragua (5) : - Champion : 2007-08, 2008-09, 2009-10, 2010-11 et 2011-12. |